# Porte des Pays catalans
La Porte des Pays catalans, œuvre du sculpteur Emili Armengol, marque le début des Pays catalans à partir de la commune de Salses (Catalogne nord).
Le monument est situé près de l'autoroute A9 (La catalane), à presque 4 kilomètres de la véritable entrée dans les terres catalanes.
Plus de 20 années après l'initiation du projet, la Porte des Pays catalans, une initiative militante et citadine, peu aidée ou officiellement freinée – voire interdite – selon les années et les personnes, est inaugurée le 28 septembre 2003, au nord de Salses. Sa conception et son exécution ont été l'œuvre de l'Union par une Région Catalane, stimulée par Armand Samsó.
La vision aérienne du monument ressemble à une faucille, qui fait allusion au chant des Moissonneurs.
Le porche caractéristique de la ferme catalane, représenté par une grande arcade en acier Corten, est l'idée générale du volume de l'œuvre. Elle est traversée par quatre ouvertures verticales disposées comme l'air entre les doigts d'une main, allégorie des quatre barres du drapeau catalan. Ces incisions, ou portes, réalisées en acier inoxydable, sont orientées de façon à permettre la vue traversante depuis n'importe quelle direction de la Rose des Vents « pour symboliser notre attitude respectueuse et d'accueil à des personnes et cultures venant de partout »